# International Practical Shooting Confederation
A International Practical Shooting Confederation (IPSC) - "Confederação Internacional de Tiro Prático" é a maior associação de tiro desportivo do mundo e a maior e mais antiga dentro do tiro prático. 

## Visão geral
Fundada em 1976, a IPSC atualmente afilia mais de 100 regiões da África, Américas, Ásia, Europa e Oceania. As competições são realizadas com pistola, revólver, rifle e escopeta, e os competidores são classificados em diferentes divisões com base nas características da arma de fogo e do equipamento. Embora todos os membros de uma divisão concorram na categoria Geral, também existem prêmios separados para as categorias Senhora (mulheres), Super Junior (abaixo de 16 anos), Júnior (abaixo de 21 anos), Sênior (acima de 50 anos) e Super Sênior (mais de 60 anos).
As atividades da IPSC incluem a regulamentação internacional do esporte, aprovando armas de fogo e equipamentos para várias divisões, administrando regras de competição e educação dos "oficiais" de campo (árbitros) por meio da "International Range Officers Association", responsáveis por conduzir partidas com segurança, justiça e de acordo com as regras. A IPSC organiza os Campeonatos Mundiais chamados de "Handgun World Shoot", "Rifle World Shoot" e "Shotgun World Shoot" com intervalos de três anos para cada disciplina.

## História
O esporte de tiro prático originou-se de competições na Califórnia na década de 1950, com o objetivo de desenvolver habilidades com armas de fogo para uso defensivo, mas rapidamente evoluiu para um esporte puro, com pouca base no objetivo original. O esporte logo se expandiu para a Europa, Austrália, América do Sul e África.
A IPSC foi fundada em maio de 1976, quando entusiastas de tiro de todo o mundo participaram de uma conferência realizada em Columbia, Missouri, criando uma constituição e estabelecendo as regras que governam o esporte. Jeff Cooper foi o primeiro presidente da IPSC. Hoje existem mais de 100 regiões ativas da IPSC, tornando o tiro prático um importante esporte internacional que enfatiza a segurança de armas de fogo. Através de regras internacionais sobre armas de fogo, equipamentos e organização de partidas, tenta-se unir os três elementos precisão, potência e velocidade, que também é o lema da IPSC que é "Diligentia, Vis, Celeritous" (DVC), latim para "Precisão, Potência, Velocidade " Apenas armas de fogo de calibre "full" são usadas, ou seja, para armas de mão, o 9x19mm é o menor calibre, e os concorrentes tentam alcançar o maior número de pontos no menor tempo possível.